# Patrollor
Patrollor is een bestuurslaag in het regentschap Indramayu van de provincie West-Java, Indonesië. Patrollor telt 8112 inwoners (volkstelling 2010).